# Альтман, Дий Фёдорович
Дий Фёдорович Альтман (1878—?) — русский военный  деятель, полковник  (1916). Герой Первой мировой войны.

## Биография
В 1897 году  после окончания Александровского кадетского корпуса вступил в службу. В 1899 году после окончания Александровского военного училища произведён в подпоручики и выпущен в Самогитский 7-й гренадерский полк. 
В 1903 году произведён в поручики, в 1906 году в штабс-капитаны, в 1914 году в капитаны.  

С 1914 года участник Первой мировой войны. В 1915 году произведён в подполковники, командир батальона, был ранен. 5 мая 1915 года за храбрость награждён Георгиевским оружием: 
За то, что,  8-го ноября 1914 года командуя батальоном, занял с боя укреплённую д. Воля-Блякова, представлявшую собой важный пункт неприятельского расположения, и до конца боя удержал её за собой
В 1916 году произведён в полковники — старший офицер  7-го Смогитского гренадерского полка. С 1917 года командир Московского 8-го гренадерского полка. 

## Награды
- Орден Святого Станислава 3-й степени с мечами и бантом (1906; ВП 26.04.1916)
- Орден Святой Анны 3-й степени с мечами и бантом (ВП 20.02.1915)
- Орден Святого Станислава 2-й степени с мечами (ВП 20.02.1915)
- Орден Святой Анны 2-й степени с мечами (ВП 20.02.1915)
- Орден Святой Анны 4-й степени «За храбрость» (ВП 20.02.1915)
- Орден Святого Владимира 4-й степени с мечами и бантом (ВП 26.02.1915)
- Георгиевское оружие (ВП 5.05.1915)